# Uchiko
Uchiko (内子町?) è una cittadina giapponese della prefettura di Ehime.
È il luogo di nascita dello scrittore premio Nobel per la Letteratura (nel 1994) Kenzaburō Ōe.